# Touch Me!
[[분류:알 수 없는 매개변수가 있는 틀:싱글
《touch Me!》(터치 미!)는 쿠라키 마이가 2009년 1월 21일에 발매한 8번째 정규 음반이다. CD와 CD+DVD 2가지 종류로 발매되었으며, DVD에는 음반 작업 장면과 인터뷰, 공연 영상이 수록되어 있다. 또, 《ONE LIFE》 때처럼 여러 작곡가와 작업했다.
발매 첫 주에 5만 장이 팔리며 2004년에 발매한 베스트 앨범 《Wish You The Best》이후 5년 만에 오리콘 음반차트에서 1위를 차지했다.

## 수록곡
1. touch Me!
  - 작사: 쿠라키 마이, 작곡: 모치즈키 유에, 편곡: 히라가 타카히로

음반의 타이틀 트랙. 음반 미수록의 〈touch Me! (High touch mix)〉〈touch Me! (touchdown mix)〉가 인터넷에서 한정 배포. 그 후, 〈touch Me! (touchdown mix)〉는 베스트 음반 《ALL MY BEST》의 아날로그 LP판의 특전으로 수록되어있다.
2. 1초마다 Love for you(一秒ごとに Love for you)
  - 작사: 쿠라키 마이, 작곡: 오노 아이카, 편곡:  Cybersound

29번째 싱글. 요미우리 TV 닛폰 TV계 애니메이션 《명탐정 코난》 오프닝 테마
3. Break the Tone
  - 작사: 쿠라키 마이, 작곡: 후지타 마리, 편곡: 후지타 마리, DAY TRACK
4. 꿈이 피는 봄(夢が咲く春)
  - 작사: 쿠라키 마이, 작곡 · 편곡: 토쿠나가 아키히토

28번째 싱글 〈꿈이 피는 봄/You and Music and Dream〉의 1번째곡. 닛폰 TV 《THE 4400 SEASON1 미지로부터의 생환자》 테마송.
5. I can't believe you !!
  - 작사: 쿠라키 마이, 작곡 · 편곡: Free-role J

TV 아사히계 전국 넷 《비트 타케시의 TV 태클》 엔딩 테마
6. Secret Lover
  - 작사: 쿠라키 마이, 작곡 · 편곡: Free-role J
7. Hello!
  - 작사: 쿠라키 마이, 작곡: 우치이케 히데카즈, 편곡: 이케다 다이스케

BS hi/BS2 《다윈의 동물대도감 헬로~!애니멀》 테마송
8. 24 Xmas time
  - 작사: 쿠라키 마이, 작곡: All The Rage, 편곡: All The Rage, JJ, Carlos H

30번째 싱글이 된 크리스마스 싱글. TBS계 버라이어티 《사랑의 허니커밍!》 11월 엔딩 테마, music.jp CM송, ‘다이바 메모리얼 트리’ 이미지송
9. Catch
  - 작사: 쿠라키 마이, 작곡 · 편곡: 히라가 타카히로
10. You and Music and Dream
  - 작사: 쿠라키 마이, 작곡: 오노 아이카, 편곡: Cybersound

28번째 싱글 〈꿈이 피는 봄/You and Music and Dream〉의 2번째곡. 싱글 버전과 편곡이 다르다. TBS계열 《지구창세 미스터리 마더 플래니트 기적의 섬, 갈라파고스 “생명”의 유산》 이미지 송.
11. TOP OF THE WORLD (special track)
  - 작사: John Bettis, 작곡: Richard Lynn Carpenter

카펜터스의 〈Top of the World〉를 커버. 라이온 ‘좋은 냄새가 계속 나는 톱’ CM 이미지송
12. 꿈이 피는 봄 (remix)(夢が咲く春 -remix-) (보너스 트랙)
Remixed by 토쿠나가 아키히토

## 차트 순위
| 오리콘 차트 | 순위 | 판매량 | 등장횟수 | 총판매량 |
| ----------- | ---- | ------ | -------- | -------- |
| 일간        | 1    | 10,172 | 10주     | 90,302   |
| 주간        | 1    | 50,251 | 10주     | 90,302   |

## 발매일
| 국가     | 발매일          | 레이블     | 형태                | 제품 번호 |
| -------- | --------------- | ---------- | ------------------- | --------- |
| 일본     | 2009년 1월 21일 | 노던 뮤직  | CD + DVD            | VNCM-9004 |
| 일본     | 2009년 1월 21일 | 노던 뮤직  | CD                  | VNCM-9005 |
| 중화민국 | 2009년 1월 21일 | SK-빙      | CD                  | SBCA-9001 |
| 한국     | 2009년 2월 11일 | 씨앤엘뮤직 | CD, 디지털 다운로드 | CMAC-8387 |